# Santa Oliva
Santa Oliva ist eine Gemeinde (municipi) mit 3.672 Einwohnern (Stand: 2024) in der Provinz Tarragona in der Autonomen Gemeinschaft Katalonien im Nordosten Spaniens. 

## Geographische Lage
Santa Oliva liegt zwischen Barcelona (60 km in westsüdwestlicher Richtung entfernt) und Tarragona (35 km in ostnordöstlicher Richtung entfernt) in einer Höhe von ca. 100 m. Durch das Gemeindegebiet führt die Autopista AP-7. 

## Bevölkerungsentwicklung
| Jahr      | 1970 | 1981 | 1991 | 2001 | 2011 | 2021 |
| Einwohner | 771  | 1127 | 1485 | 2175 | 3343 | 3450 |

## Sehenswürdigkeiten

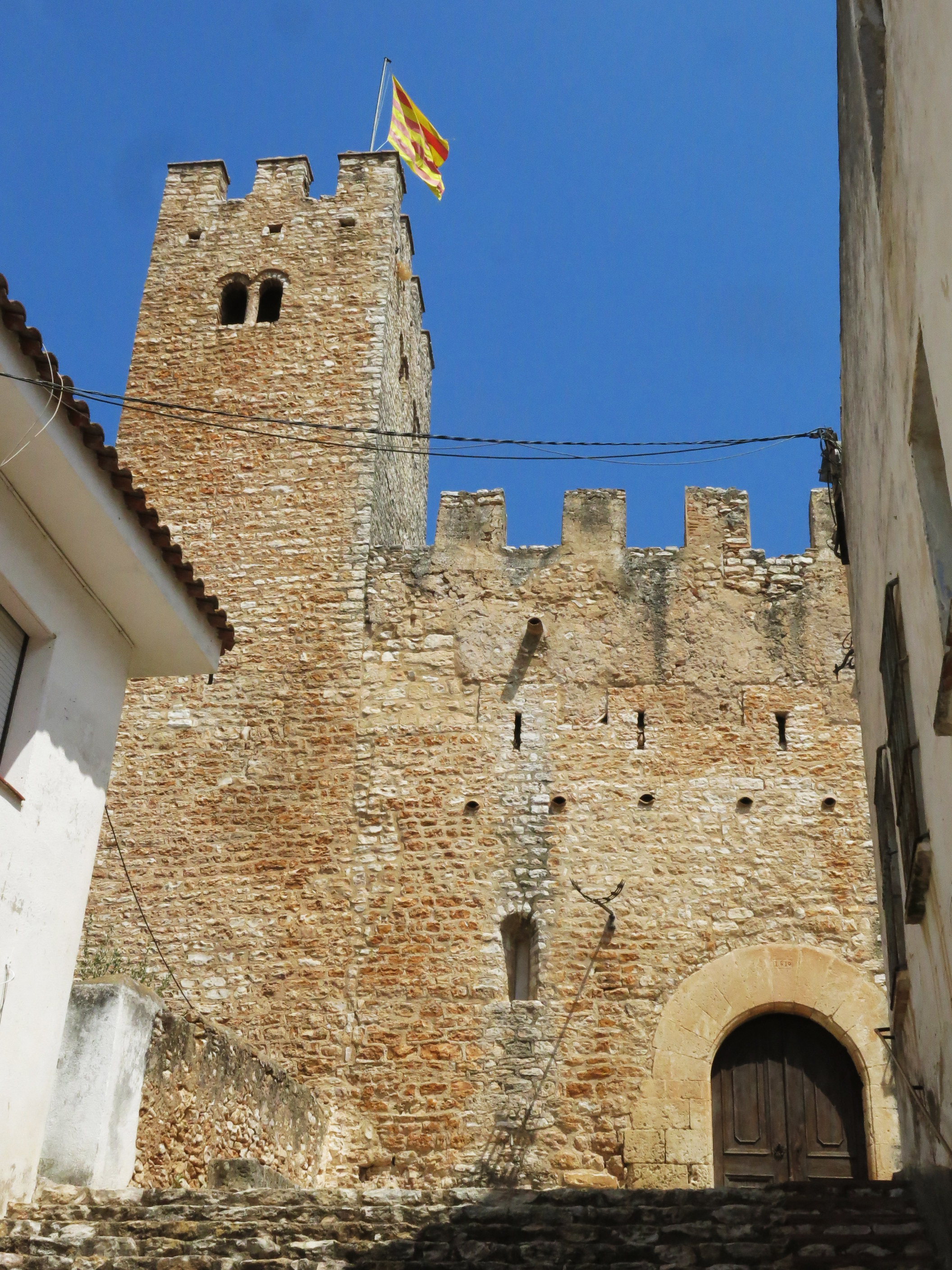
Reste der Burganlage
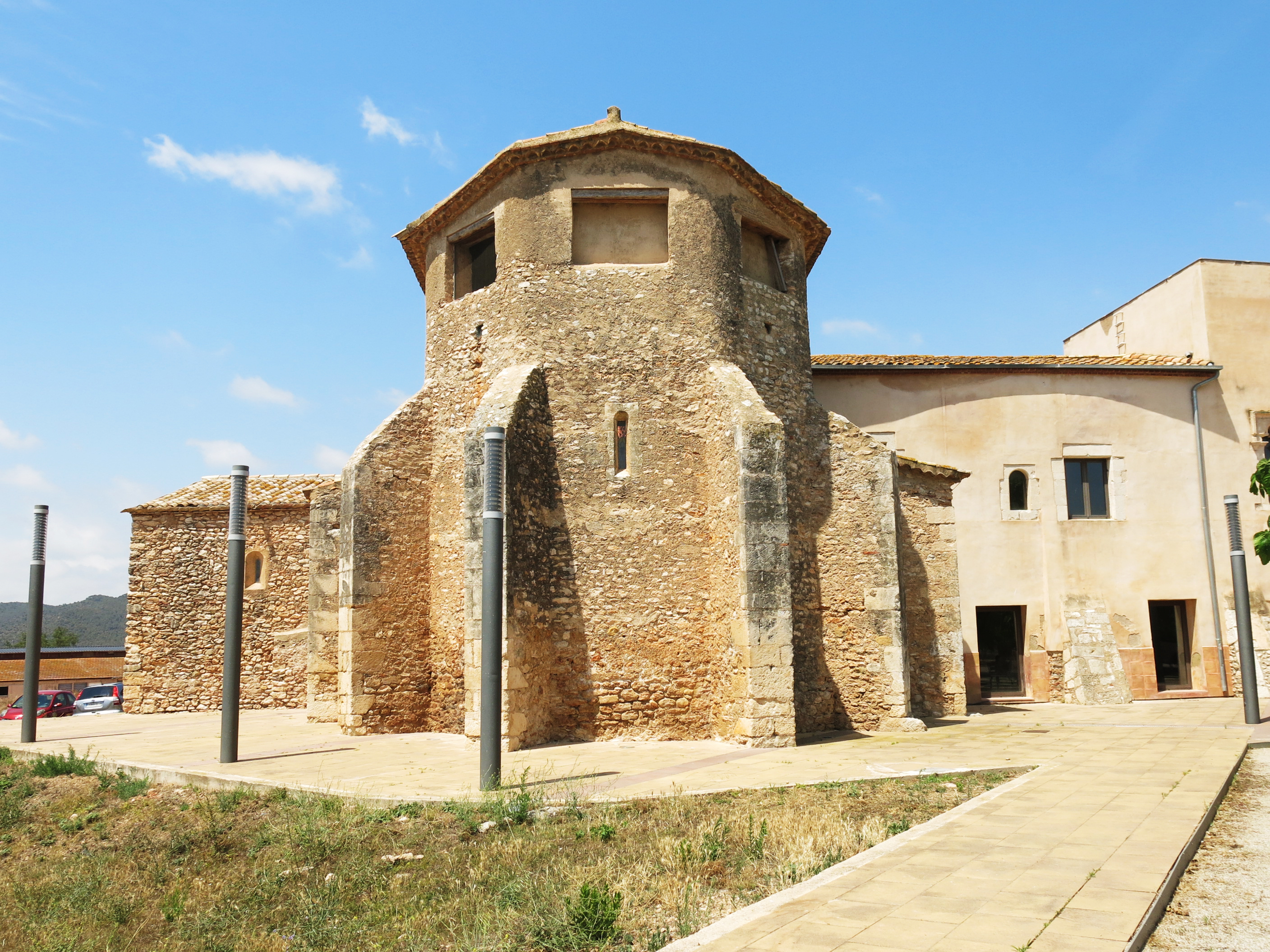
Marienkirche

- Marienkirche (Església de Santa Maria), früheres Kloster
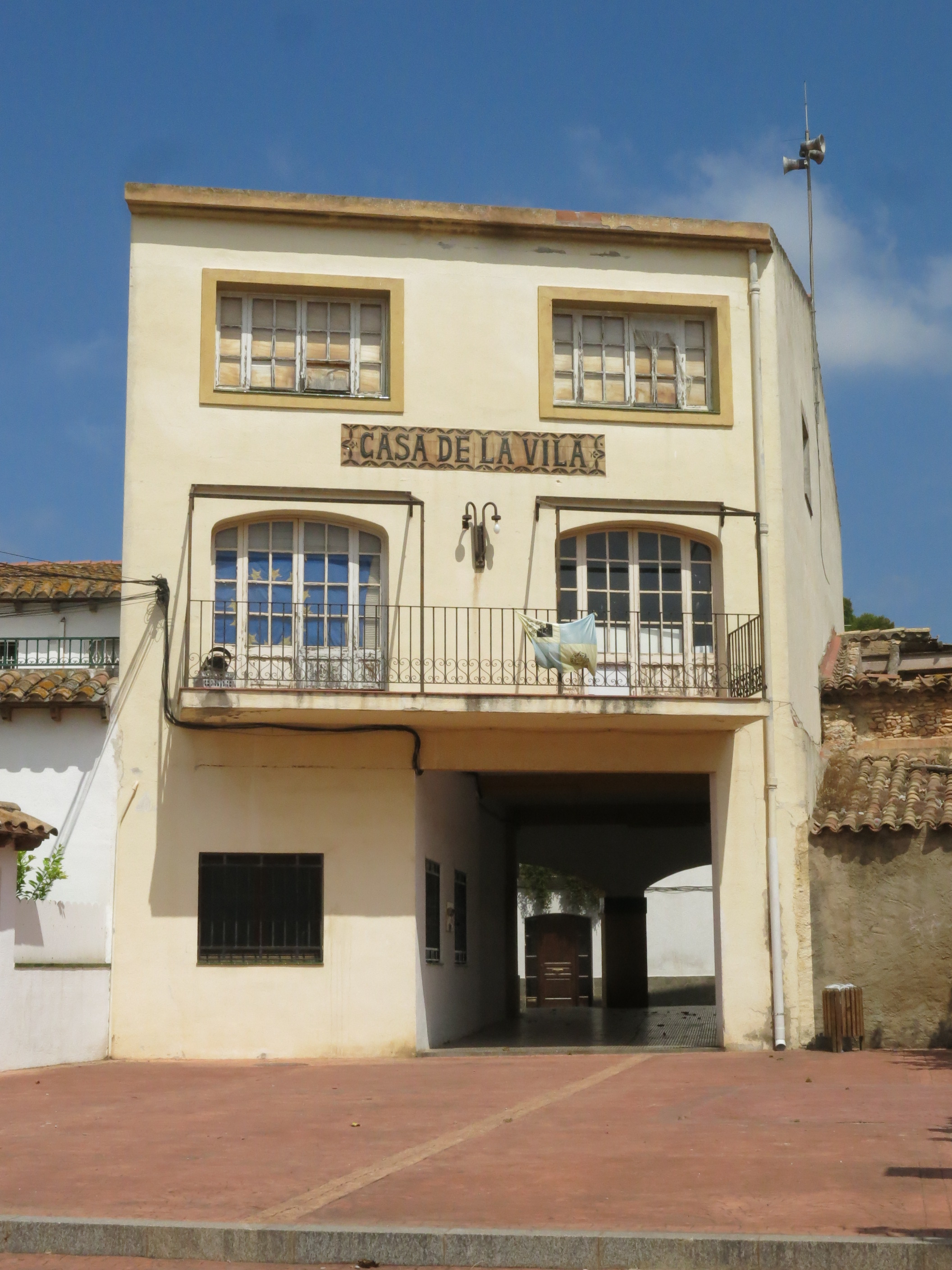
Altes Rathaus
- Alte Wassermühle

- Reste der Burganlage
- Marienkirche
- Altes Rathaus

## Wirtschaft
Bedeutend ist Santa Oliva durch den Automobildienstleister Applus+ IDIADA. Über die Gemeinden La Bisbal del Penedès, Santa Oliva  und Banyeres del Penedès erstreckt sich das riesige Testgelände.